# Ján Tánczos
Ján Tánczos est un ancien sauteur à ski slovaque.

## Biographie
Tánczos fait ses débuts au plus haut niveau lors de la Tournée des quatre tremplins 1976. Pour sa première participation, il obtient une belle 9e place lors du concours d'Innsbruck mais des résultats inconstants ne lui permettent pas d'obtenir un bon classement dans la Tournée. En 1979, il intègre l'équipe de Tchécoslovaquie pour disputer la Coupe du monde de saut à ski nouvellement créée. En difficulté tout au long de la saison, il parvient néanmoins à se mettre en évidence lors du concours  de Vikersund où il décroche la troisième place, son seul et unique podium. Ses performances lui valent, en fin de saison, la 46e place au classement général de la Coupe du Monde.
Depuis la saison 2011/2012, il est l'entraîneur en chef de l'équipe slovaque de saut à ski. 

## Palmarès

### Coupe du monde
- Meilleur classement général : 46e en 1980.
- 1 podium individuel : 1 troisième place.